# Tuppen, Gästrikland
Tuppen är en sjö i Hofors kommun i Gästrikland och ingår i Dalälvens huvudavrinningsområde.